# Tarquínia
Tarquínia (Tarkynia) és un municipi d'Itàlia, famós pel seu passat històric quan era una ciutat d'Etrúria. Durant un temps també va ser anomenada Corneto o Corneto-Tarquinia.

## Situació

### Geografia
Es troba a uns 7 km de la costa de la mar Tirrena, prop de la riba esquerra del riu Marta. Està a 132 m sobre el nivell del mar sobre un turó que domina el curs inferior del riu, prop de la Via Aurèlia, en la regió de la Maremma al Lazi. L'estat italià l'ha catalogat dins la zona sísmica 3. Dins el territori transcorren les aigües del torrent Arrone.
A Tarquínia pertanyen unes antigues salines, avui reserva natural protegida. A la frontera es troba el bosc Lomoriello, esmentat al Decameró de Boccaccio.

### Localitats veïnes

Situació de Tarquínia dins la província de Viterbo

La ciutat de Tarquínia pertany a la província de Viterbo. Les poblacions amb què limita són: Allumiere (RM), Civitavecchia (RM), Montalto di Castro, Monte Romano, Tolfa (RM) i Tuscania.

## Organització
El municipi té quatre subdivisions administratives: Tarquinia Lido, Marina Velca, Saline, Sant' Agostino.

## Història

### Antiguitat
Fou una de les dotze ciutats de la Lliga Etrusca i fou suposadament fundada per Tarcont, fill o germà del mític Tirrè (fundador també de les altres ciutats de la lliga). L'historiador del segle i, Justí, diu que la ciutat fou fundada pels tessalis (suposadament els pelasgs) als qui atribueix en general la colonització de tota Etrúria.
La seva divinitat era Tages.

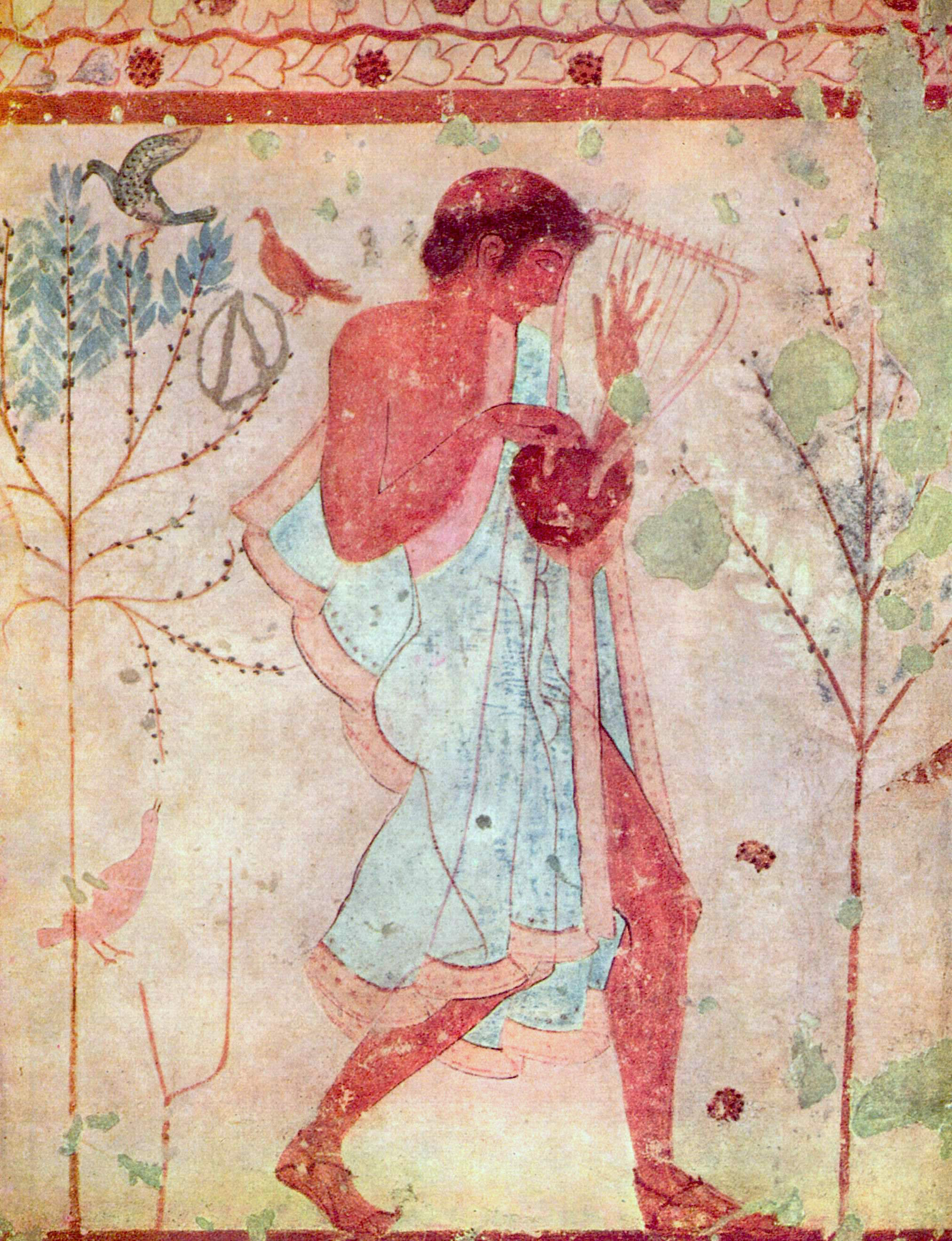
Músic de la Tomba etrusca del Triclini

Cavalls alats de Tarquinia, terracota, exposats al Museu Nacional de Tarquínia

De Tarquínia van emigrar els que després van ser reis de Roma: Tarquini Prisc, Servi Tul·li i Tarquini el Superb.
El 398 aC Tarquínia van estar en guerra amb Roma, la van atacar i van assolar el seu territori aprofitant que l'exèrcit romà estava fora assetjant la ciutat de Veii. Quan els tarquinesos tornaven a la seva ciutat foren atacats pels romans comandats per Fabius Ambustus. Veii fou conquerida per Roma el 396 aC, fet que va posar en contacte directe a Roma amb Tarquínia i Volsinii. El 389 aC les ciutats del sud d'Etrúria encapçalades per Tarquínia van formar una lliga contra Roma i van intentar reconquerir Sutrium, però el 388 aC els romans van entrar en territori de Tarquínia i van ocupar Cortuosa i Contenebra, que eren dependències de Tarquínia.

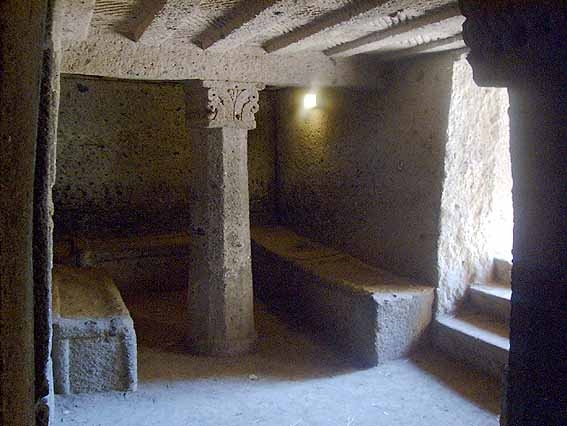
Necròpoli etrusca, patrimoni mundial de la UNESCO

Desapareix de la història fins al 358 aC quan els tarquinesos van tornar a atacar Roma i el cònsol Fabius fou derrotar en una batalla. Al fòrum de Tarquínia es van executar 307 romans, fets presoners durant la batalla. Poc després els tarquinesos i els faliscs es van enfrontar amb els romans i els van derrotar (356 aC). El 354 aC el dictador romà Marcius Rutilus va prendre venjança de la massacre de presoners de l'any 358 aC, va derrotar els tarquinesos i va fer presoners 358 nobles, que foren executats al fòrum de Roma. Segons Diodor de Sicília el nombre d'executats va ser 260. Tarquínia es va aliar amb les ciutats de Falerii i Caere i van seguir la guerra fins al 351 aC en què es va acordar una treva per 40 anys.
La guerra es va reprendre el 311 aC. Tarquínia es va unir a altres ciutats etrusques i va atacar la colònia romana de Sutrium però foren derrotats pel cònsol Emili Bàrbula i l'any següent altre cop pel cònsol Q. Fabius, que va creuar la zona boscosa del Cimini i es va presentar a la part nord d'Etrúria. El 309 aC hi va haver una batalla entre etruscs i romans al llac Vadimnonium en la qual probablement va prendre part Tarquínia dins la lliga etrusca, ja que seguidament fou de les ciutats que es va sotmetre a Roma i es va guanyar el favor del cònsol Decius proveint-lo de moresc, motiu pel qual es va convertir en ciutat aliada i es va establir una altra treva de 40 anys.
Ja no se sap que va passar doncs la ciutat no torna a aparèixer a la història en els dos segles següents, i cal suposar que es va unir a les ciutats etrusques i va perdre la seva independència o que va passar gradualment de la condició d'aliada independent a la d'aliada dependent.
A la Segona Guerra Púnica apareix esmentada un moment quan va contribuir a l'expedició naval d'Escipió.
Grac va enviar una colònia que es va dir colònia Tarquinia, però no devia arrelar, perquè, si bé és esmentada al Liber Coloniarum, després no torna a aparèixer. L'any 90 aC era una ciutat aliada dependent i en aquest any va obtenir de Roma franquícia completa.

### Època medieval i renaixentista
Al segle v Tarquínia va estar sota el domini del rei got Teodoric el Gran. A la primera meitat del segle vi, la ciutat es va veure involucrada en la guerra gòtica i a la segona meitat va passar a formar part del ducat longobard Túscia. Durant la segona meitat del segle viii, aquest ducat va ser adquirit per Carlemany i més endavant va ser donat al Papa perquè formés part dels Estats Pontificis.
Amb tota la inseguretat que aportaven les guerres medievals la població va minvar fins a quedar-ne només uns pocs en unes poques cases al voltant d'un castell. De mica en mica es va reorganitzar un nucli urbà sota el turó anomenat Cornietum, d'on va sorgir el nom de Corneto que es va fer servir fins al 1922.

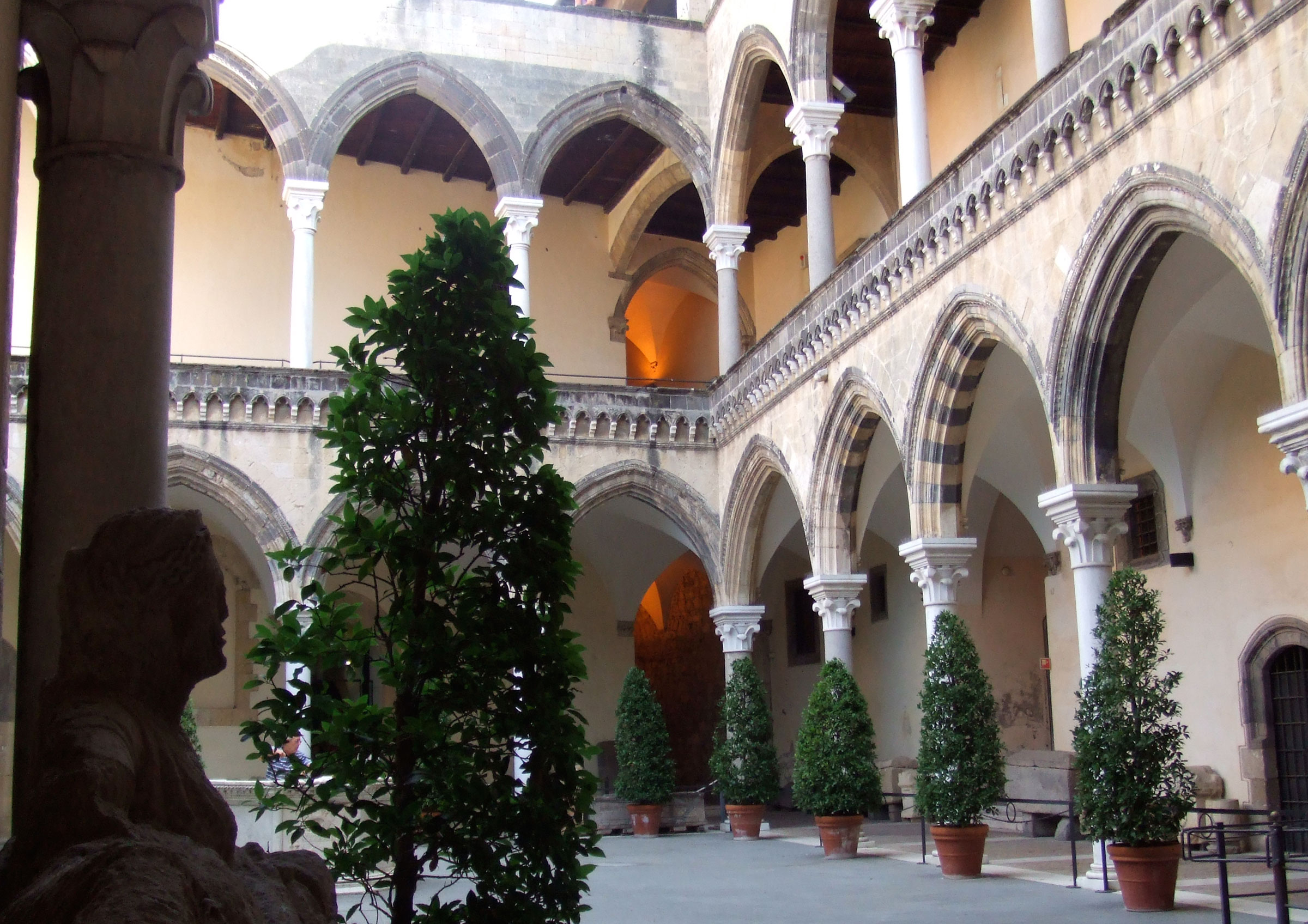
Pati del palau on s'exposen els sarcòfags muralla.

El 1144 Corneto va esdevenir ciutat lliure italiana. En aquell temps va ser una gran productora de blat i va establir relacions comercials amb Gènova (el 1165) i amb Pisa (el 1177). Al segle xiii la ciutat va resistir valerosament l'atac de l'emperador Frederic II. Durant els segles xiii i xiv, quan els papes s'havien establert a Avinyó, Corneto es va rebel·lar contra el poder eclesiàstic, però finalment va ser sotmesa pel cardenal Egidio Albornoz (1355). El 1435 el papa Eugeni IV, va elevar Corneto al rang de civitas i seu episcopal, com a premi als mèrits del cardenal Vitelleschi, nadiu de Corneto. Al segle xv va viure un període de progressiva decadència econòmica i demogràfica, en part degut a la malària que va afectar els pobles de la costa.

### Època moderna
Des del 1884 va ser inclosa en la diòcesi de Civitavecchia. En el període precedent a la Segona Guerra Mundial s'hi va establir una escola de paracaigudisme, dins el programa de recuperació de terres pel règim feixista, seguida de la reforma agrària de 1950; les dues mesures van contribuir a la reactivació del sector agrícola, connectat a un efímer desenvolupament industrial.

## Llocs d'interès cultural

### L'antiga Tarquínia

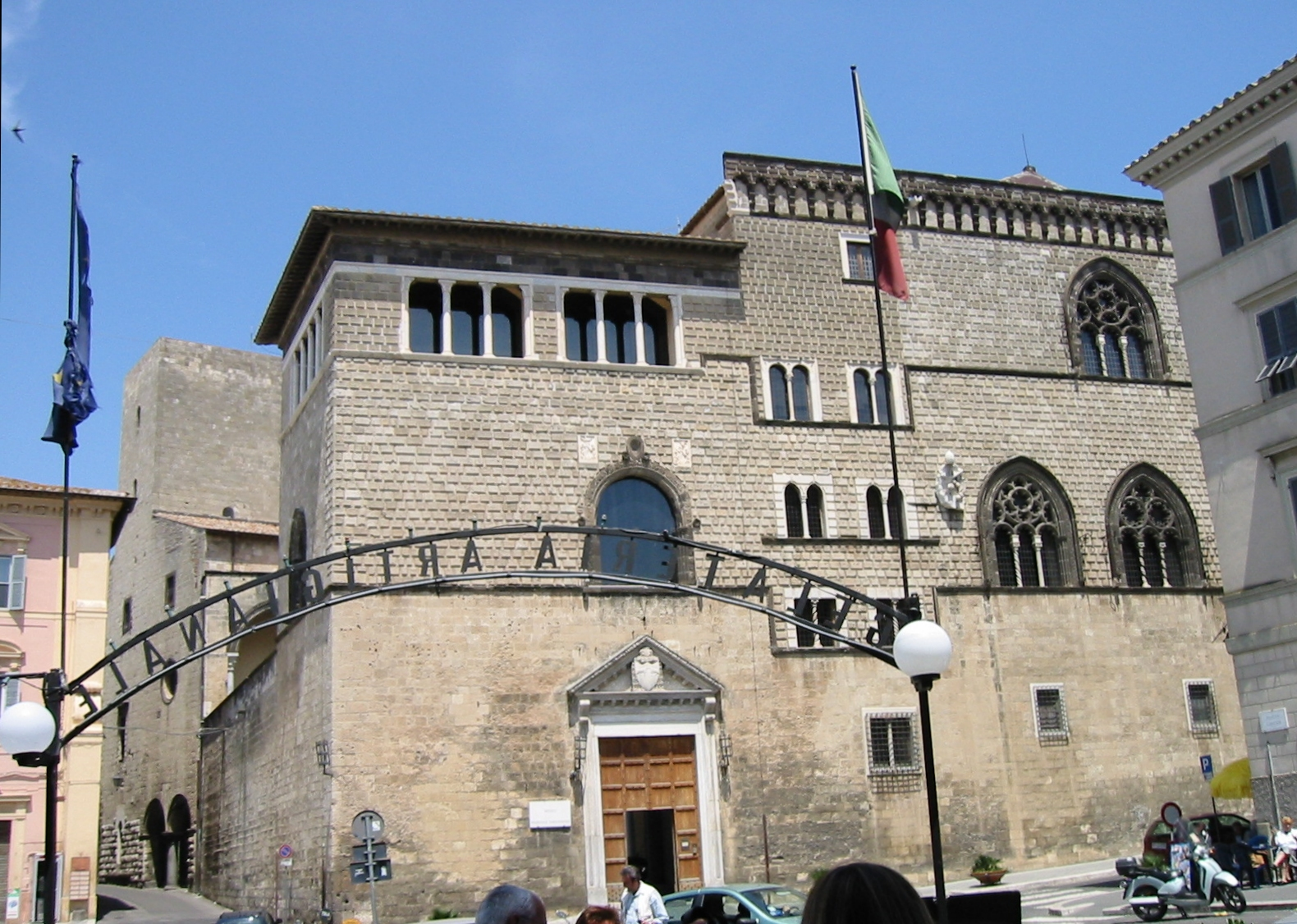
Palazzo Vitelleschi, seu del Museu Arqueologic nacional tarquinès

L'antic enclavament etrusc i romà és un lloc de visita habitual, especialment la necròpoli, que es troba a uns 2 km del centre urbà.

### Arquitectura religiosa
- l'església de Santa Maria di Castello (1121-1208), on es nota la influència lombarda i es pot veure l'estil cosmatesc, amb pintures d'Antonio del Massaro
- Santissima Annunziata, d'influència àrab i romana d'Orient
- l'església de San Giacomo
- l'església del Suffragio, de construcció barroca
- l'església de San Pancrazio, amb una part gòtica i una altra romànica
- l'església de San Francesco
- l'església de San Giovanni

### Arquitectura civil
- Muralla medieval, conservada sobretot en la zona nord, amb nombroses torres.
- Palau Vitelleschi, iniciat el 1436 i acabat en elegants formes renaixentistes cap al 1480-1490, que és la seu del Museu nacional tarquiniès.

## Economia
Pel que fa al sector agrícola, es produeixen en el territori cereals i verdures. Un segon sector important és el turisme, desenvolupat gràcies a les restes de la ciutat etrusca i al bell paisatge costaner del Lazio.
A més, la seva plana es caracteritza per ser zona de cultiu de cacauets.

## Ciutats agermanades
- , Jaruco (Cuba)
- , Rabat (Malta)